# Бу-Тина

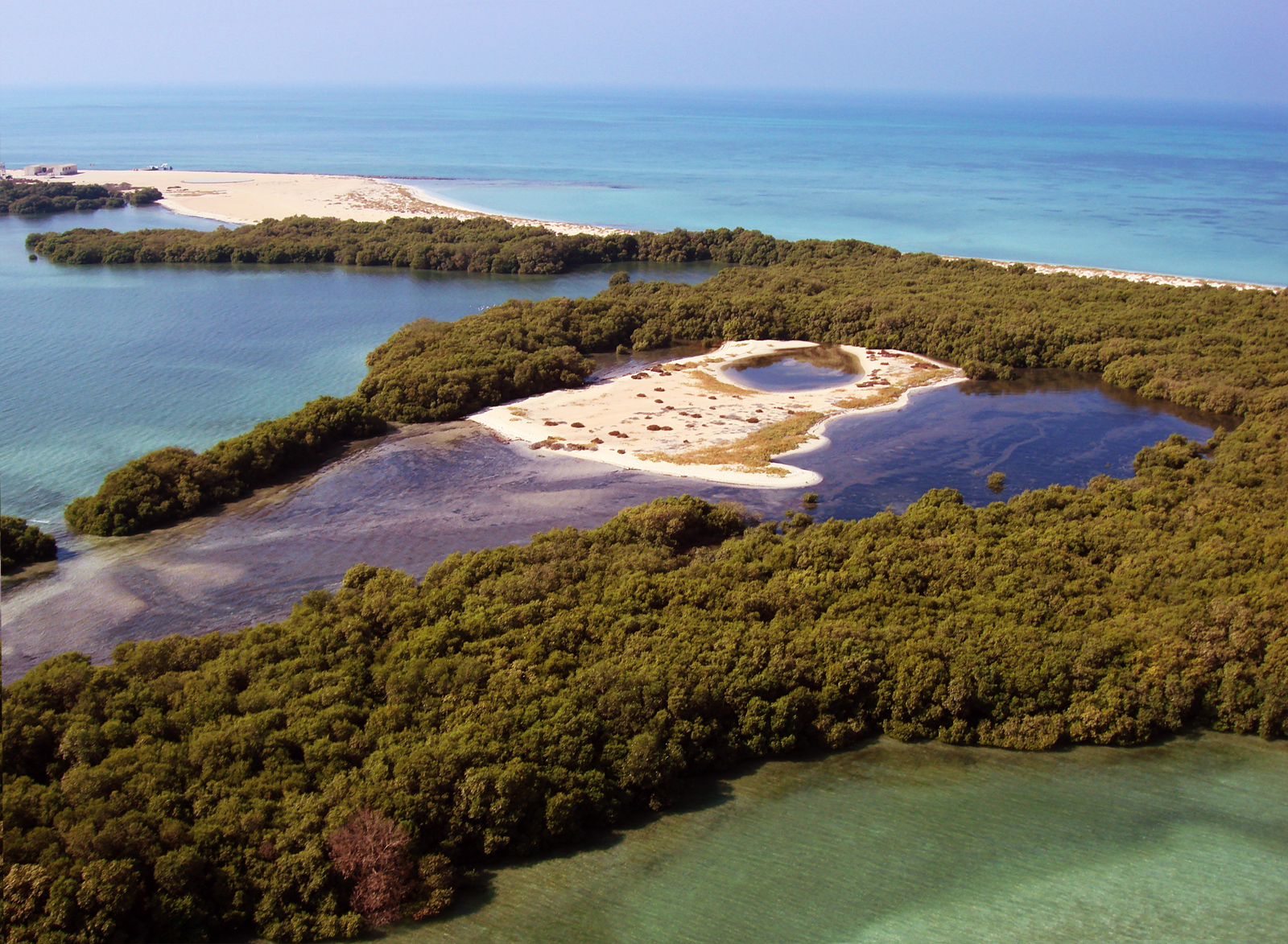
Аэрофотоснимок острова Бу Тинах у западного побережья Абу-Даби

Бу-Тина (араб. بوطينة, Бу-Тина, произносится как [ˈbuːtˤiːn æ]) — это небольшой архипелаг, расположенный среди обширных коралловых рифов и морских трав, примерно в 25 км к югу от Зирку и в 35 км к северу от Маравах в Объединенных Арабских Эмиратах. Расположенный в водах Абу-Даби, он защищен как частный заповедник природы. Остров Бу-Тинах, богатый биоразнообразием, находится в пределах морского биосферного заповедника Маравах, который занимает территорию более 4,000 км². Этот биосферный заповедник является первым и крупнейшим в регионе объектом, признанным ЮНЕСКО, и имеет этот статус с 2001 года . Посещение острова для туристов запрещено, а также запрещены рыболовство и сбор яиц черепах; эти запреты обеспечиваются патрулями. На острове расположена станция рейнджеров Агентства по окружающей среде Абу-Даби.

## Архипелаг
Бу-Тинах представляет собой группу островов и отмелей, соединенных или почти соединенных при низком уровне воды, с высотой не более двух-трех метров над уровнем моря. Основной остров имеет защищенную лагуну, открывающуюся на юг, где низкоэнергетическая среда позволяет процветать зрелым мангровым лесам. Здесь обитают птицы, такие как сокотрская олуша. Также имеются здоровые коралловые рифы с до 16 видами кораллов, зарегистрированных в этом районе. Рифы выживают в условиях, которые были бы губительны для коралловых видов в других частях мира. Воды Персидского залива являются одними из самых соленых в мире, а также одними из самых теплых. Кораллы живут в воде с температурой от 23 °C до 28 °C, но в ОАЭ летом температура воды может достигать 35 °C.
Остров Бу-Тинах является одним из 28 официальных финалистов в списке «Новые 7 чудес природы».